# گولد ریور، بریتیش کلمبیا
گولد ریور، بریتیش کلمبیا (به انگلیسی: Gold River, British Columbia) یک منطقهٔ مسکونی در کانادا است که در منطقه استرتکونا واقع شده‌است. گولد ریور ۱۰٫۷۸ کیلومتر مربع مساحت و ۱٬۲۱۲ نفر جمعیت دارد و ۱۶۰ متر بالاتر از سطح دریا واقع شده‌است.